# Campionati europei individuali di ginnastica artistica 2011
I IV Campionati europei individuali di ginnastica artistica si sono svolti alla Max-Schmeling-Halle di Berlino, in Germania, dal 4 al 10 aprile 2011. È stata la quarta edizione dei Campionati europei di ginnastica artistica riservata alle competizioni individuali.

## Programma
| Giorno    | Ora   | Uomini                                   | Donne                            |
| --------- | ----- | ---------------------------------------- | -------------------------------- |
| 4 aprile  | 10:30 |                                          | Allenamento                      |
| 5 aprile  | 10:30 | Allenamento                              |                                  |
| 6 aprile  | 10:30 |                                          | Qualificazioni                   |
| 7 aprile  | 10:30 | Qualificazioni                           |                                  |
| 8 aprile  | 13:00 | Cerimonia di apertura                    | Cerimonia di apertura            |
| 8 aprile  | 14:00 | Concorso individuale                     |                                  |
| 8 aprile  | 19:00 |                                          | Concorso individuale             |
| 9 aprile  | 13:30 | Corpo libero Cavallo con maniglie Anelli | Volteggio Parallele asimmetriche |
| 10 aprile | 13:30 | Volteggio Parallele Sbarra               | Trave Corpo libero               |

## Podi

### Uomini
| Evento                | Oro                  | Punti  | Argento            | Punti  | Bronzo                         | Punti  |
| Concorso individuale  | Philipp Boy          | 88,875 | Flavius Koczi      | 88,825 | Daniel Purvis Mykola Kuksenkov | 88,350 |
| Corpo libero          | Flavius Koczi        | 15,500 | Alexander Shatilov | 15,400 | Anton Golocuckov               | 15,325 |
| Cavallo con maniglie  | Krisztián Berki      | 15,625 | Cyril Tommasone    | 15,050 | Harutyun Merdinyan             | 14,950 |
| Anelli                | Konstantin Plužnikov | 15,850 | Aleksandr Balandin | 15,775 | Eleutherios Petrounias         | 15,675 |
| Volteggio             | Thomas Bouhail       | 16,362 | Samir Ait-Saïd     | 16,262 | Anton Golocuckov               | 16,125 |
| Parallele simmetriche | Marcel Nguyen        | 15,525 | Epke Zonderland    | 15,300 | Vasileios Tsolakidis           | 15,075 |
| Sbarra                | Epke Zonderland      | 15,575 | Philipp Boy        | 15,350 | Marcel Nguyen                  | 15,300 |

### Donne
| Evento                 | Oro               | Punti  | Argento            | Punti  | Bronzo                | Punti  |
| Concorso individuale   | Anna Dement'eva   | 57,475 | Elisabeth Seitz    | 56,700 | Amelia Racea          | 56,600 |
| Corpo libero           | Sandra Izbașa     | 14,500 | Diana Chelaru      | 14,475 | Julija Belokobylskaja | 14,450 |
| Volteggio              | Sandra Izbașa     | 14,675 | Oksana Chusovitina | 14,537 | Ariella Kaeslin       | 14,475 |
| Parallele asimmetriche | Elizabeth Tweddle | 15,100 | Tat'jana Nabieva   | 15,075 | Kim Bui               | 14,675 |
| Trave di equilibrio    | Anna Dement'eva   | 15,350 | Carlotta Ferlito   | 14,500 | Elisabetta Preziosa   | 14,325 |

## Medagliere
| Pos.   | Paese         | Oro | Argento | Bronzo | Totale |
| ------ | ------------- | --- | ------- | ------ | ------ |
| 1      | Russia        | 3   | 2       | 3      | 8      |
| 2      | Romania       | 3   | 2       | 1      | 6      |
| 3      | Germania      | 2   | 3       | 2      | 7      |
| 4      | Francia       | 1   | 2       | 0      | 3      |
| 5      | Paesi Bassi   | 1   | 1       | 0      | 2      |
| 6      | Gran Bretagna | 1   | 0       | 1      | 2      |
| 7      | Ungheria      | 1   | 0       | 0      | 1      |
| 8      | Italia        | 0   | 1       | 1      | 2      |
| 9      | Israele       | 0   | 1       | 0      | 1      |
| 10     | Grecia        | 0   | 0       | 2      | 2      |
| 11     | Armenia       | 0   | 0       | 1      | 1      |
| 11     | Svizzera      | 0   | 0       | 1      | 1      |
| 11     | Ucraina       | 0   | 0       | 1      | 1      |
| Totale | Totale        | 12  | 12      | 13     | 37     |